# Грамцов
Грамцов (нім. Gramzow) — громада у Німеччині, районний центр, розташований у землі Бранденбург. 
Входить до складу району Уккермарк. Підпорядковується управлінню Грамцов. Населення - 1986 мешканців (на 31 грудня 2010). Площа - 65,67 км². Офіційний код  — 12 0 73 225. 

## Населення

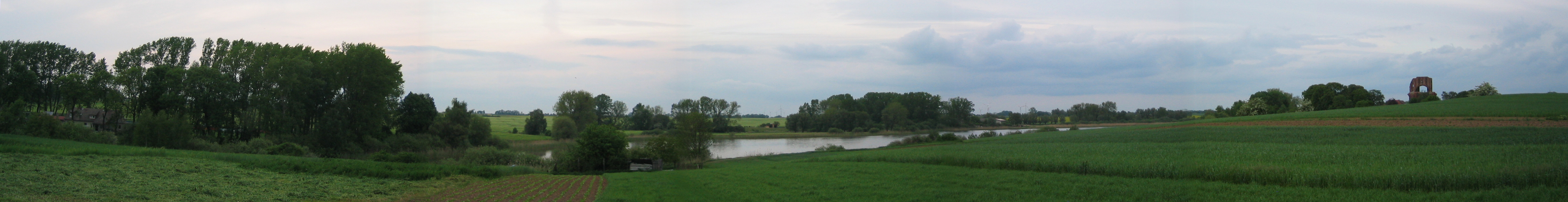
Клостерзеє (Монастирське озеро). На задньому плані ліворуч - спортивний майданчик. Праворуч - зруйнований монастир

| Рік  | Населення |
| ---- | --------- |
| 2005 | 2147      |
| 2010 | 1997      |